# Ketupa rdzawa
Ketupa rdzawa (Bubo flavipes) – gatunek średniej wielkości ptaka z rodziny puszczykowatych (Strigidae), podrodziny puszczyków (Striginae). Występuje w Himalajach, południowo-wschodniej Azji, południowych i środkowych Chinach oraz na Tajwanie. Nie wyróżnia się podgatunków.

## Środowisko
Spotykana na wysokości do 1500 m n.p.m. Zamieszkuje lasy wiecznie zielone w pobliżu rzek i strumieni, a także lasy na bagnach, jednak preferuje środowiska bez wód stojących.

## Morfologia
Długość ciała wynosi 48–55 cm. Dorosły osobnik posiada pomarańczową szlarę z brązowym obrzeżeniem. Obszar między dziobem a oczami biały, podobnie jak obrączka oczna. Tęczówki żółte. Wierzch ciała rudopomarańczowy, pokryty ciemnobrązowymi pasami. Lotki posiadają ciemnobrązowe pasy. Gardło białe. Poza nim spód ciała rudopomarańczowy z brązowymi pasami. Nie występuje dymorfizm płciowy. Osobniki młodociane posiadają plamki na wierzchu ciała i ciemniejsze pasy.

## Ekologia

### Zachowanie
Prowadzi nocny tryb życia, jednak może być dostrzeżona w dzień, gdy przesiaduje na gałęzi. Żywi się głównie rybami, zjada także langusty, kraby, krewetki, płazy, jaszczurki, węże, duże owady i małe ssaki, zazwyczaj gryzonie. Poluje z gałęzi.

### Lęgi
Okres lęgowy trwa od października do lutego. Często wykorzystuje opuszczone gniazda bielików (Haliaeetus). Składa jedno lub dwa białe jaja. Nie jest znany czas inkubacji, jednak wysiadują oboje rodzice. Gniazda broni samica, może być bardzo agresywna.

## Status
Międzynarodowa Unia Ochrony Przyrody (IUCN) od 2000 roku uznaje ketupę rdzawą za gatunek najmniejszej troski (LC – Least Concern); wcześniej, od 1994 uznawano ją za gatunek bliski zagrożenia (NT – Near Threatened), a od 1988 jako gatunek najmniejszej troski. Liczebność światowej populacji nie został oszacowana; ptak ten opisywany jest jako bardzo rzadki i lokalny bądź rzadki w zachodniej części zasięgu; w pozostałej części zasięgu prawdopodobnie lokalnie nie jest rzadki. Trend liczebności populacji uznawany jest za spadkowy.